# الجمهورية السوفيتية السلوفاكية
الجمهورية السوفيتية السلوفاكية (بالسلوفاكية: Slovenská republika rád، بالهنغارية: Szlovák Tanácsköztársaság، بالأوكرانية: Словацька Радянська Республіка حرفيًا: «جمهورية سلوفاكيا للمجالس» هي دولة شيوعية قامت في الفترة من 16 يوليو إلى 19 يونيو عام 1919 في جنوب شرق سلوفاكيا. كانت عاصمتها بريشوف وقد أسسها وترأسها الصحفي التشيكي أنتونين يانوشيك. كانت رابع الدول الشيوعية في التاريخ.
في عام 1918، بدأت القوات التشيكوسلوفاكية تحتل شمال المجر وفقًا للوعود الإقليمية المقدمة من الوفاق الثلاثي للسياسيين التشيكوسلوفاكيين خلال الحرب العالمية الأولى، فقد احتلت المجر العليا (اليوم يقع أغلبها في سلوفاكيا) من قبل القوات المجرية من الجمهورية المجرية السوفييتية، التي ساعد في إنشاء الجمهورية السوفيتية السلوفاكية.
بعد حرب قصيرة بين المجر وتشيكوسلوفاكيا ورومانيا، سقطت الجمهورية السوفيتية السلوفاكية وبعد ذلك تم دمج المنطقة في تشيكوسلوفاكيا. كانت هناك دولة سبر مماثلة تسمى جمهورية سلوفاكيا الاشتراكية خلال وجود تشيكوسلوفاكيا، بين عامي 1969 و1990، وقد خلفتها الجمهورية السلوفاكية حتى عام 1992 وفي الأول من يناير 1993، انهارت تشيكوسلوفاكيا لتكوين جمهورية التشيك وسلوفاكيا.

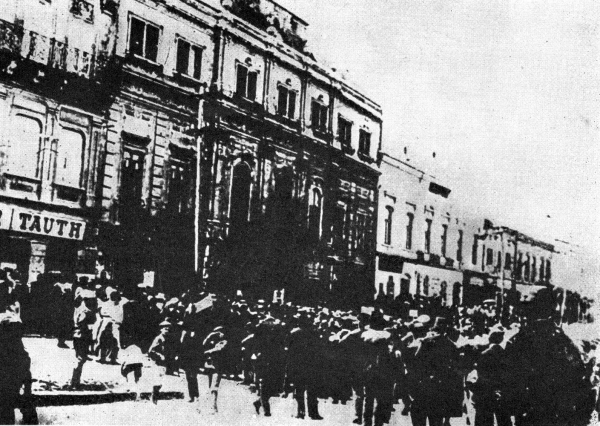
إعلان الجمهورية السوفيتية السلوفاكية في بريشوف

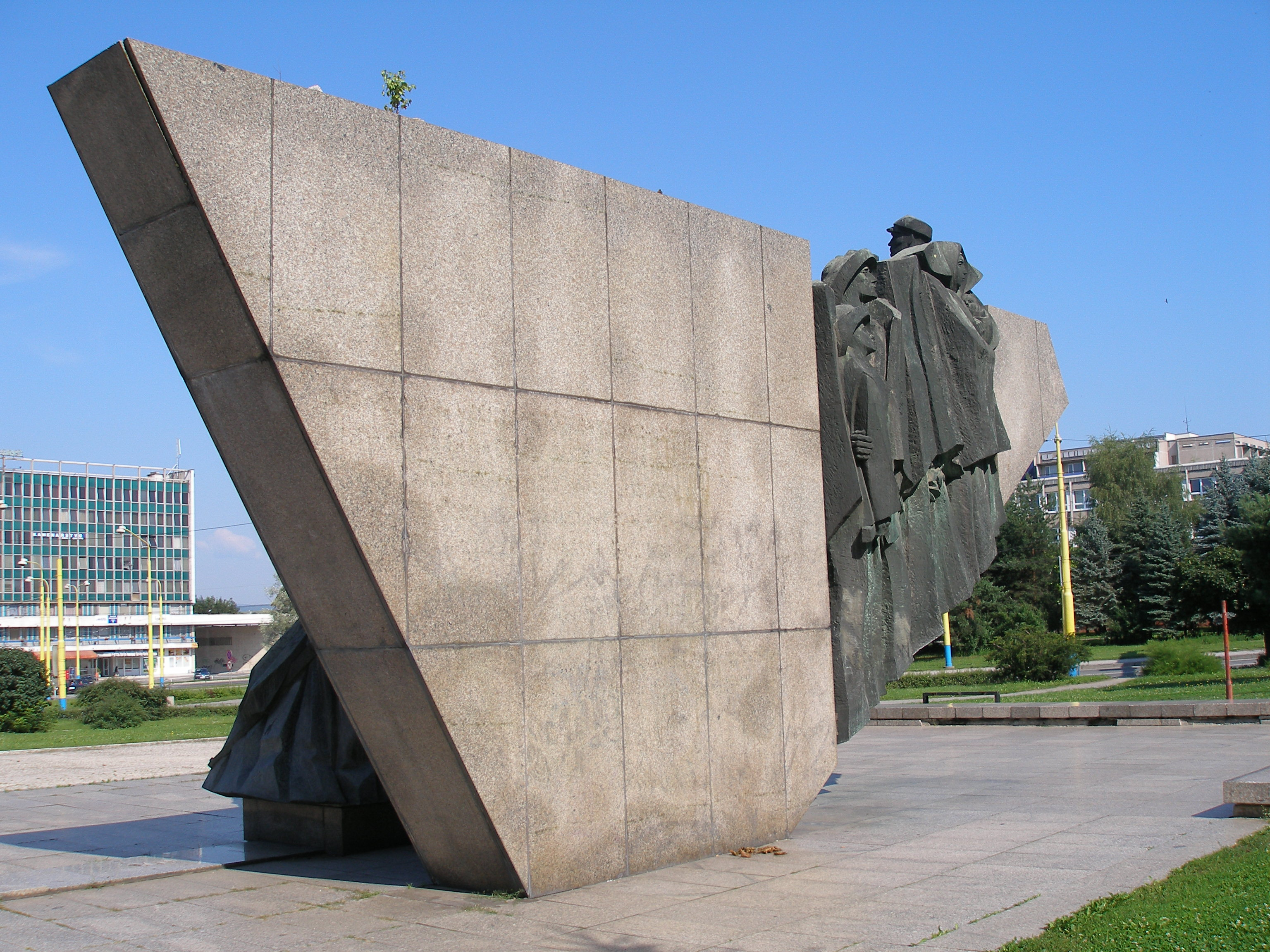
نصب تذكاري للجمهورية السوفيتية السلوفاكية في بريشوف